# Steinvikholmen

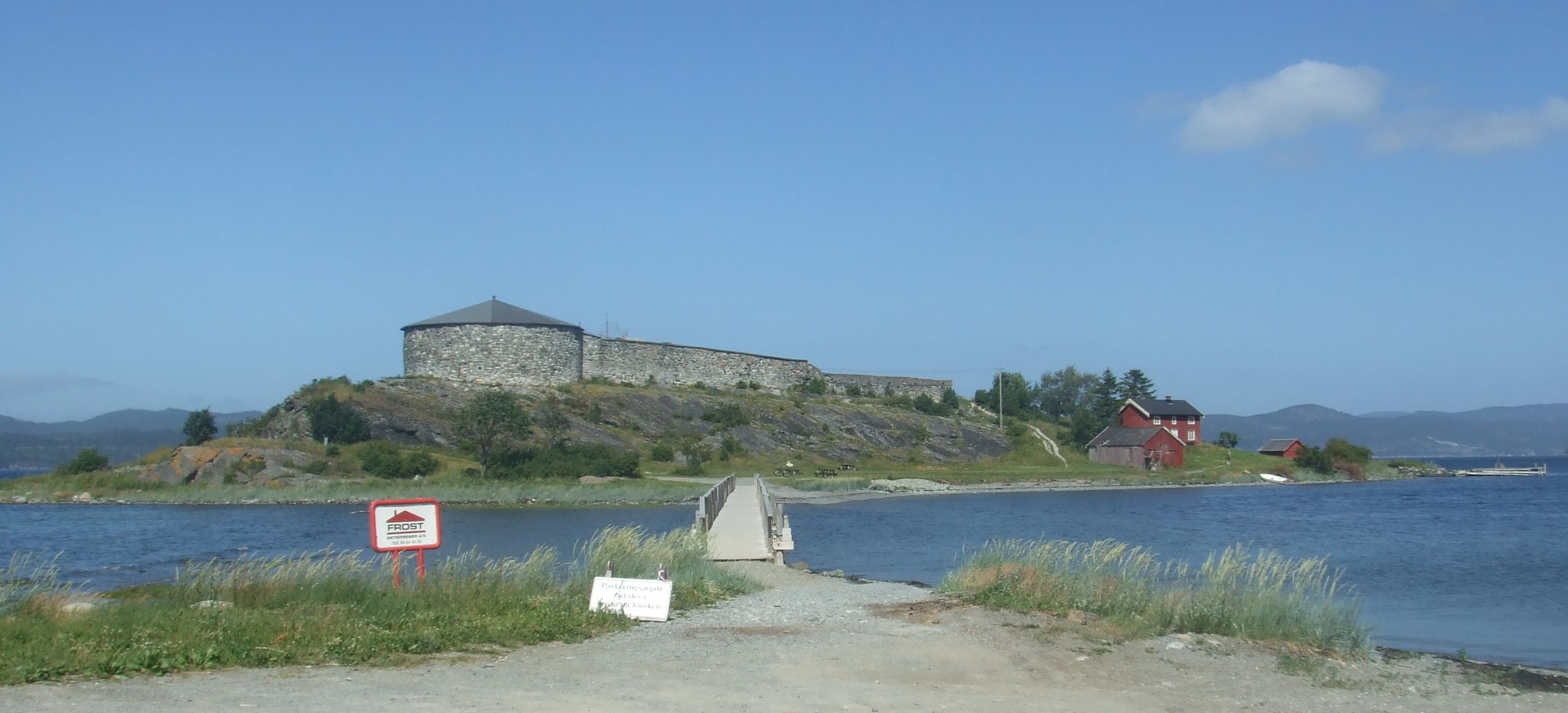
Die Festung Steinvikholm

Karte mit der Lage von Steinvikholmen nach Gravbrøt

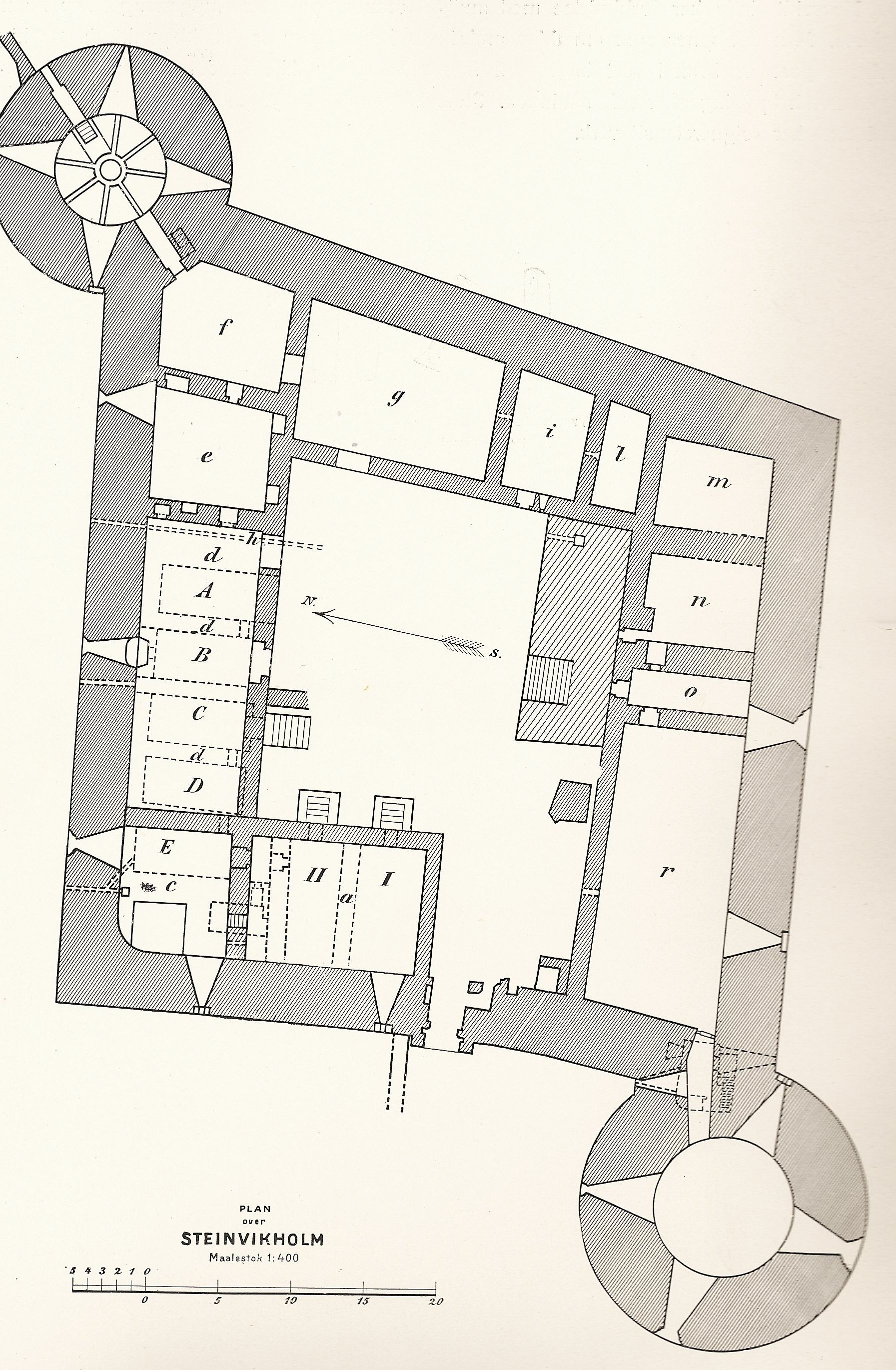
Plan der Festung

Steinvikholmen ist eine spätmittelalterliche Insel- und erzbischöfliche Kirchenburg mit festungs- bzw. kastellartigem Aussehen auf der Insel gleichen Namens in der Kommune Stjørdal im Åsenfjord, einem nordöstlichen Ausläufer des Trondheimsfjords in Norwegen.

## Baubeginn
Der Bau der Festung wurde vom letzten Erzbischof Norwegens Olav Engelbrektsson von Nidaros 1525 begonnen. Die Festung war für die damalige Zeit sehr modern. Sie war aus mit Mörtel vermauertem Stein gebaut. 

## Standortwahl
Über die Lage der Festung ist viel spekuliert worden. Sie ist für eine Verteidigung eigentlich nicht optimal platziert: Tief in einem Fjord, was die Fluchtmöglichkeiten einschränkt, und in Bezug auf die damaligen Verkehrsverbindungen eher peripher. Von daher gesehen wäre die näher bei der Stadt liegende Munkholmen eine bessere Wahl gewesen. Auch Sverresborg bei Trondheim wäre fortifikatorisch besser gewesen: sie liegt ebenfalls näher bei der Stadt, bietet eine bessere Beobachtungsmöglichkeit und ist schwerer zugänglich.
Olav Engelbrektson war auch in seiner Hinterlassenschaft wenig mitteilsam, so dass er den Historikern viel Spielraum für Spekulationen über seine Motive ließ. In einem Vermerk vom 10. Dezember 1531 schrieb er lediglich: „Die Festung Steinvikholm soll dem gnädigen König und seinen Nachfolgern in Norwegen dienen und von seiner Gnaden und von Norwegen Schaden und Verderben abwehren.“ Daraus ist jedenfalls erkennbar, dass die Festung ein Instrument im Machtkampf der damaligen Zeit war. Dabei war auch der Symbolcharakter einer praktisch uneinnehmbaren Festung von Bedeutung.

## Die politische Situation
Schon von jeher hatte es Spannungen zwischen der Königsmacht und der Kirche gegeben, die Gegenstand vieler Verhandlungen gewesen waren. Am bedeutendsten ist das Abkommen zwischen Magnus lagabøte und dem Erzbischof Jon Raude in Tønsberg im Jahre 1277. Dem Erzbischof Aslak Bolt gelang es 1458, König Christian I. dazu zu bewegen, in seiner Wahlkapitulation diese Vereinbarung im Wesentlichen anzuerkennen, die in der Zwischenzeit kaum ein König anerkannt hatte. In dieser Wahlkapitulation wurde festgelegt, das Norwegen ein Wahlkönigtum war und durch den Reichsrat und durch norwegische Beamte regiert werde. Die Lehnsherren und die Mitglieder des Reichsrates mussten Norweger sein oder zumindest in norwegische Familien eingeheiratet haben.
1483 musste König Johann I. in Halmstad eine ähnliche Wahlkapitulation unterschreiben, um als König in Norwegen anerkannt zu werden. Doch in der Folgezeit versuchte er, seine Position zu stärken, vor allem um Norwegen nicht an Schweden zu verlieren. Dies versuchte er unter anderem durch die Einsetzung königstreuer Erzbischöfe zu erreichen.
Bereits 1475 war der Erzbischof von Nidaros mit Trøndelag belehnt worden, so dass eine ähnliche Entwicklung stattgefunden hatte, wie mit den Fürstbischöfen auf dem Festland. So kam es, dass der dänische Kanzler und Propst in Roskilde, Erik Valkendorf, aus einem dänischen Adelsgeschlecht als Erzbischof eingesetzt wurde. Offenbar wollte Erik Valkendorf dieses Amt nicht und war auch über die Politik des Königs gegenüber der Kirche besorgt. Der König musste ihm einiges versprechen, um ihn zur Übernahme des Amtes zu bewegen. Christian II. hielt allerdings diese Versprechen nicht, sondern setzte seine antikirchliche Politik fort. Erik Valkendorf seinerseits suchte die Stellung der Kirche zu verteidigen. Es kam zum Konflikt zwischen den beiden. Die Interessen des Königs wurden in Norwegen durch Hans Mule und Jørgen Hanssøn gegen die Kirche vertreten. Allmählich gestand Erik Valkendorf dem König ein Mitentscheidungsrecht bei der Wahl der Bischöfe zu, und Christian II. zwang die Kirche in die Knie. Die Situation wurde für den Erzbischof am Ende unhaltbar. Erik begab sich zum König, der ihn versuchte gefangen zu nehmen, was aber missglückte. Daraufhin zog er zum Papst, um ihm die Sache vorzutragen. Er starb in Rom 1522.
Christian II. setzte seine Politik gegen die Kirche und den norwegischen Adel fort. Inzwischen hatte er auch den schwedischen Adel gegen sich. Hier richtete sich der Kampf des Reichsverwesers Sten Sture gegen den schwedischen Erzbischof Gustav Trolle und gegen den König. Nach dessen Tod folgte das Blutbad von Stockholm. Im darauf folgenden allgemeinen Aufstand – auch in Dänemark – wurde Christian II. abgesetzt und floh in die Niederlande.
Es folgte 1523 Friedrich der I. und Gustav Vasa wurde schwedischer König. Im Januar und April entsandte Gustav Vasa Truppen nach Skåne und Norwegen. In diesem Frühjahr war Olav Engelbrektsson auf der Fahrt nach Rom, um das Pallium zu erlangen. Das bedeutete eine Schwächung der norwegischen Regierung, da er gleichzeitig Leiter des norwegischen Reichsrates war. Unterwegs nach Rom traf er Christian II. in den Niederlanden, der zwar in Dänemark abgesetzt war, aber formell immer noch norwegischer König war, und gelobte ihm Treue. Auf dem Rückweg aus Rom gelobte er in Dänemark Friedrich I. Gefolgschaft. Aber in Norwegen herrschte ein Interregnum, da für dieses Land noch kein König gewählt war. Friedrichs Vorschlag, ihn kraft Erbrechts als König anzuerkennen, wurde zurückgewiesen. Erst auf dem Herrentag am 5. August 1524 wurde die Gefolgschaft gegenüber Christian II. formell aufgesagt. Am 23. August 1524 wurde Friedrich zum norwegischen König gewählt. In seiner Wahlkapitulation, die sehr der dänischen glich, musste er versprechen, nicht die lutherische Lehre zu übernehmen. In diesen turbulenten Auseinandersetzungen zwischen der Königsmacht einerseits und der Kirche und dem Adel andererseits, die Erik Valkendorf zur Romfahrt genötigt, zum Stockholmer Blutbad und zum Sturz Christians II. geführt hatten, wurde Olav Engelbrektson zum Erzbischof gewählt.

## Die Festung
Steinvikholmen liegt mitten im fruchtbarsten Teil des Trondheimfjordes, wo der Bischofsstuhl von Nidaros die ertragreichsten Güter besaß. 1435 besaß er dort um die 40 % des Landeigentums. Der Landbesitz hatte bis Olav Engelbrektson zwar abgenommen, aber er war immer noch der größte Landbesitzer in dieser Gegend. Steinvikholmen war zu seiner Zeit der einzige befestigte Ort zwischen Vardø und Bergen.

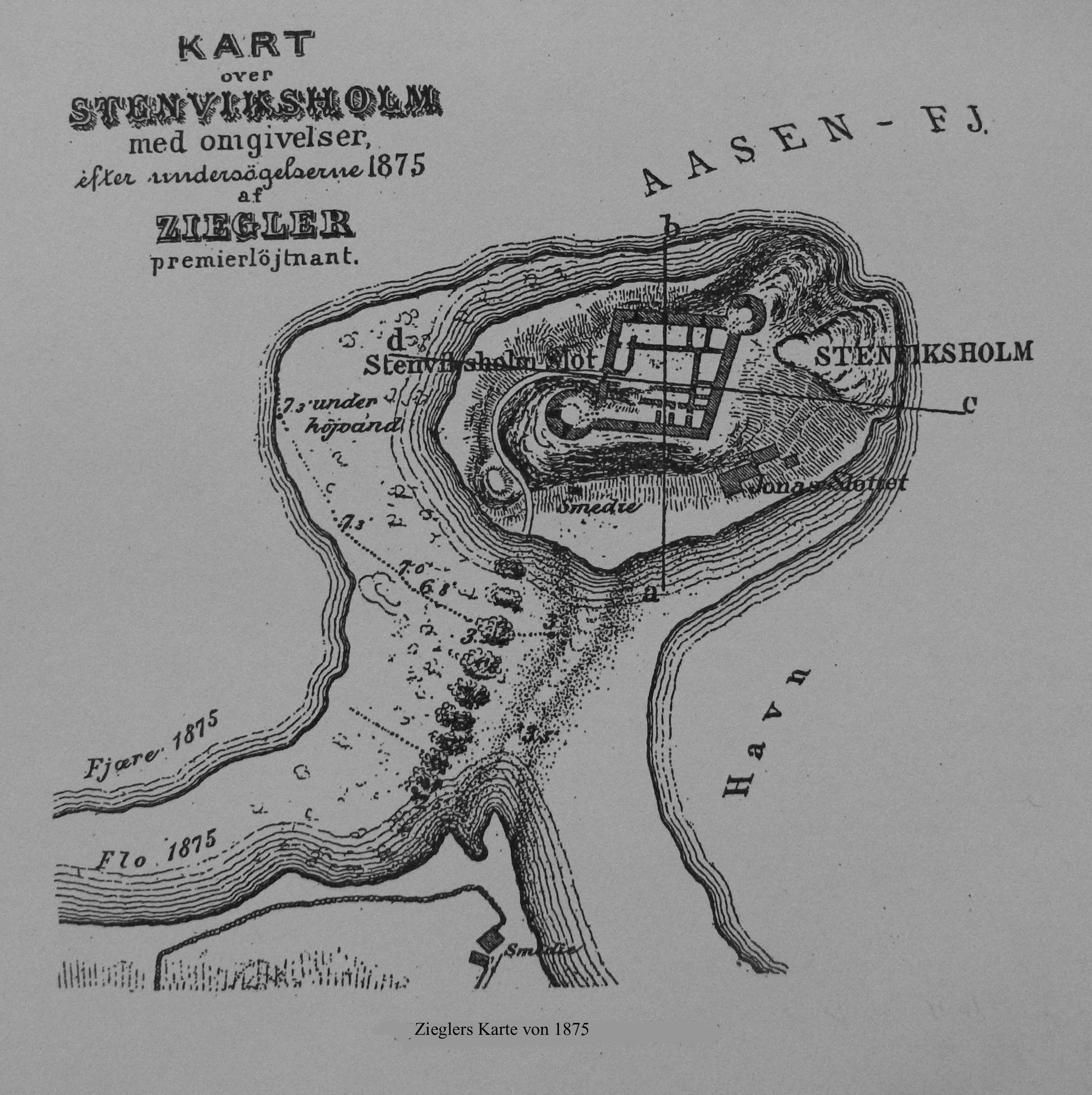
Karte von Steinvikholm von 1875

Damals lag der Hochwassermeeresspiegel 2 m höher als heute. Zusammen mit der Festung wurde auch eine Brücke über den Sund zum Festland gebaut. Das führte im Laufe der Zeit zu einer Verlandung des Sundes. Die Insel war damals auch kleiner als heute. Zur Brücke führte ein Weg mit einem kastellartig befestigten Tor, das erste von insgesamt vier Toren, bevor man auf die Brücke kam. Dieser Zugang war dergestalt, dass Rechtshänder nur mit der sogenannten „offenen Seite“, also mit dem Schild auf der abgewandten Seite zur Brücke kommen konnte und so dem Pfeilbeschuss der Verteidiger ausgesetzt waren.
Hinzu kamen noch zwei Palisaden im Abstand von 25 m querab von der Brücke. Die äußere Palisade verlief parallel zur Uferlinie der Insel und stand 1525 wahrscheinlich auf der Uferlinie bei Ebbe. Die Palisaden hatte keine Funktion, es sei denn, dass sie mit den Toren verbunden gewesen sind. Auf der Insel war an der Brücke noch ein Tor, den Pfostenresten nach in Kastellform. Vor dem Tor war ein Fallgitter angebracht. Außerdem waren zu beiden Seiten Kanonen aufgestellt, eine im Turm und eine am Ostflügel.
Die Burg war fast quadratisch mit runden Kanonentürmen an den Ecken. Sie hatte 50 X 52,5 m Außenmaß. Die Außenmauern waren 4 m dick. Die Außenmauer war gleichzeitig die Wand für das Hauptgebäude, so dass es sich nicht um eine eigentliche Ringmauer handelte. Die Mauer des größten Turms im Südwesten war 5 m dick. An zwei Ecken standen außen noch zwei Kanonentürme. Der Turm im Südwesten hatte einen Durchmesser von 20 m, der im Nordwesten von 17 m im Außenmaß. Der nordöstliche Turm hatte einen geheimen Ausgang an einen guten Ankerplatz im Norden. Dieser Fluchtweg war dem Einblick vom Festland verborgen. Das Hauptgebäude hatte mindestens zwei Stockwerke und im Nordwesten noch einen Keller. Der Burghof war sehr klein und maß nur 17X24 m.

## Bedeutung
Schon zur Zeit der Erbauung wurde Steinvikholmen in den Rechnungsbüchern des Erzbischofs als "Burg/Schloss" (Steinvikholm slott) bezeichnet. Bischof Johann von Oslo schrieb in einem Brief vom 20. Oktober 1525, dass niemals bereut werden würde, dass man Steinvikholmen schnellstens befestigt habe, denn gebaut im Frieden sei es sicherer im Unfrieden. Damit brachte er klar die militärische Bedeutung zum Ausdruck, nicht für eine aktuelle aber doch für eine vermutete bevorstehende Gefahr. Auch Olav Engelbrektson bezeichnete Steinvikholmen als "Feste". Später wurde Steinvikholmen oft als "Schloss" bezeichnet. Aber dieses Wort scheint ein Lehnwort gewesen zu sein und einen befestigten Ort bezeichnet zu haben.
Gleichwohl bleibt die Frage, was sich Olav Engelbrektson bei der Wahl dieses ungünstigen Standortes dachte. Immerhin gehörte zu so einer Festung ein gewisses Hinterland zu seiner Versorgung. Olav Engelbrektson hatte einige steuerfreie Ländereien in der Umgebung. Wahrscheinlich gehörte ihm Steinvikholmen auch, zumindest der Kirche. Aus dem Jahre 1531 ist ein Brief König Friedrichs I. erhalten, in dem er Olav das steuerfreie Eigentum unter anderem an Steinvikholm bestätigt. Auch Christian II. bestätigte ihm das Eigentum an der Insel. Aus einem Brief des Erzbischofs von Uppsala, Gustav Trolle, vom 12. Dezember 1531 geht hervor, dass die Festung auf Kosten der Kirche und des Stiftes auf dem Grund und Boden der Kirche gebaut war. Die Kirche hatte die Festung mit königlichen Privilegien gebaut. Der Erzbischof trat in diesem Zusammenhang als Lehnsherr auf.
Die archäologischen Funde zeigen, dass die Festung sich im Wesentlichen durch Pulverwaffen verteidigen sollte. Olav Engelbrektson begann auch, sich eine Flotte zu beschaffen. Dazu brauchte er einen sicheren Hafen.
Der Mangel an Trinkwasser kann durchaus ein vorgeschobener Grund für die an sich blamable Aufgabe der Festung im Jahre 1564 sein, denn der Brunnen wurde 1542 wesentlich vertieft und ist niemals mehr trockengefallen. Gleichwohl wurde die Burg 1564 nach nur sechs Tagen Belagerung aufgegeben.
Die Burg diente neben der Verteidigung offenbar auch Repräsentationszwecken. Der Erzbischof empfing dort und nicht am Bischofssitz in Nidaros 1532 die königlichen Unterhändler zur Frage seiner Gefolgschaftstreue gegenüber dem König. Allerdings war zu dieser Zeit der Bischofshof in Nidaros bereits niedergebrannt. Außerdem war Steinviksholmen offenbar der sicherste Ort, um Kleinodien aufzubewahren, und dem Erzbischof wurden solche Schätze zur Aufbewahrung auf Steinvikholmen übergeben.

## Die Festung in Funktion
- 1532 brannte das Heer des dänischen Königs unter Otte Stigsen, Nils Clausen und Tord Roed den Bischofshof in Trondheim und zwei Gutshöfe in Hamre nieder. Aber Steinvikholmen wurde nicht angegriffen.
- 1537 bemannte der Erzbischof Steinvikholmen und das Kloster auf Nidarholmen. Er selbst floh aber nach kurzer Zeit nach Schweden zu Gustav Trolle und von da in die Niederlande, wo er in Lier starb. Vor seiner Flucht gebot er noch der Besatzung, die Festung zu verteidigen. Offenbar glaubte er, später zurückkehren zu können. Truppen Christians III. belagerten das Kloster auf Nidarholmen vom Meer aus und gleichzeitig Steinvikholmen vom Land aus. Nach einem Monat kam es zu Verhandlungen[11] und zur kampflosen Übergabe.[12]
- 1564 Im Nordischen Siebenjährigen Krieg kamen schwedische Truppen am 28. Februar 1564 vor die Festung Steinvikholmen. Am 5. März um 11 Uhr wurde die Festung aufgegeben. Dem Lehnsmann der Festung, Evert Bille, war wohl sehr bald klar, dass er der Belagerung auf längere Sicht nicht standhalten konnte. Deshalb begann er frühzeitig mit Verhandlungen mit dem französischen Heerführer des dänischen Heeres, Claudius Carolus in Bergen, wohl wissend, dass auch dieser die Festung wieder würde aufgeben müssen, sobald sich die Verhältnisse geändert haben würden. Am 22. Mai des gleichen Jahres wurde dann auch die Festung, die die Schweden mit 500 Mann besetzt hatten, zurückerobert. Der Versuch einer nochmaligen Rückeroberung durch die Schweden im gleichen Jahr misslang.
- 1565 versuchte das schwedische Heer ein drittes Mal, die Festung einzunehmen, aber auch dies misslang. Das war der letzte kriegerische Angriff auf die Festung.

## Das weitere Schicksal der Festung
Die Festung verfiel dann in der Folgezeit und erst in der letzten Zeit wurden Gelder für ihre Restaurierung bewilligt. Ende des 19. Jahrhunderts fanden dort die ersten archäologischen Ausgrabungen anlässlich der 900-Jahr-Feier des Erzbistums Nidaros statt. Die Ergebnisse sind unter heutigen Gesichtspunkten nur unzureichend dokumentiert. So sind die Informationen über die stratigraphische Zuordnung der Fundstücke nicht ausreichend, so dass eine Datierung anhand der Fundschichten nicht möglich ist und sich damit auch keine Bau- und Nutzungsgeschichte erstellen lässt.
Seit 1992 wird fast jährlich auf der Freilichtbühne der Festung vom Steinvikholm Musiktheater eine Oper über den Erzbischof Olav Engelbrektson aufgeführt.
Die Steinvikholmen Festung gehört heute dem "fortidsminneforeningen" (Altertumsverein) und wird von ihm betrieben.